# Zone industrielle de Koumé-Bonis (Bertoua)
La Zone industrielle de Koumé-Bonis est un territoire de la ville de Bertoua où sont implantées plusieurs industries et sociétés d'essences, de stockage, de pharmacie, de transports, de commerce et de mines. Elle est située dans l'arrondissement de Bertoua I.

## Description
La zone s'étale sur 105 ha. Elle est contient des entreprises exerçant principalement dans le bois et les mines.

## Gestion
| \| 500 km1:18 610 000 \| Yaoundé (114 ha) Bassa(150 ha) Ngaoundéré (115 ha) Djamboutou (90 ha) Bamenda (44 ha) Ombé (17 ha) Koumé (105 ha) Mandjou (120 ha) Bonabéri (192 ha) Bafoussam (28 ha) Kribi (3000 ha) Yassa (400 ha) Dibombari (300 ha) Nomayos (201 ha) Meyomessala (100 ha) |
| 500 km1:18 610 000 |

| 500 km1:18 610 000 |

| Zones industrielles existantes |
| Zones industrielles en projet  |
| (192 ha) Taille (en hectares)  |

La gestion de la zone industrielle de Koumé-Bonis est assurée par la Mission de développement et d’aménagement des zones industrielles (MAGZI) sous-tutelle du Ministère des Mines, de l’Industrie et du Développement Technologique.